# AEG

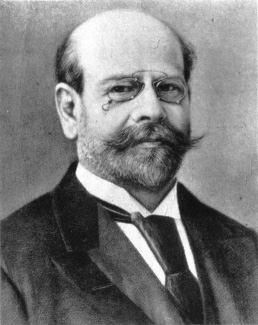
公司創辦人Emil Rathenau。

AEG 由1958-2016年間的商標。此經典商標最早由Peter Behrens設計於1912年並基於此設計進行了數次小修改並使用至2010年。

AEG（德國電器公司，德国通用电气公司），曾经是世界上最大的电器康采恩。

## 历史
成立于1883年的柏林，当时名为Deutsche Edison-Gesellschaft 。产品范围从电力能源到家用电器无所不包。曾经制造过城铁、蒸汽和电力火车头，他的子公司NAG曾经制造汽车。
一战期间是德意志帝国继克虏伯之后第二大军火供应商。为德国军队制造飞机。1918年后开始设计制造船只。30年代曾研制留声机。
二战后公司总部迁到法兰克福。1967年与其子公司合并为 AEG-Telefunken。
1999年被戴姆勒集团收购。AEG品牌的拥有权属于瑞典公司 Electrolux AB。
DWB時期彼得·贝伦斯曾擔任AEG的設計師及設計顧問，彼得·贝伦斯曾幫AEG設計渦輪裝配工廠、說明書、海報、介紹文件、展示用品、電器用品等等。

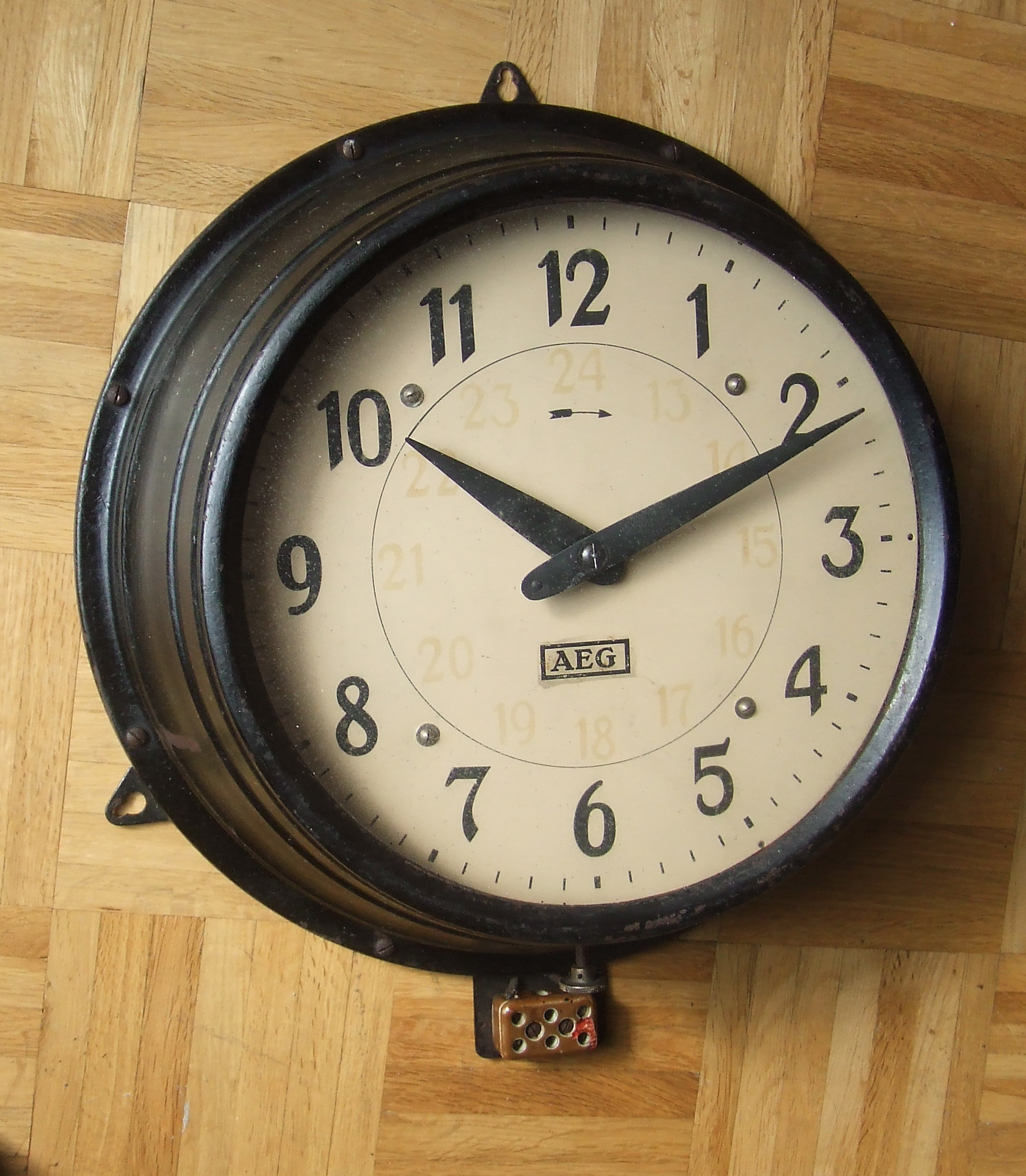
批量生產的工廠時鐘（約1910年），設計者為Peter Behrens。
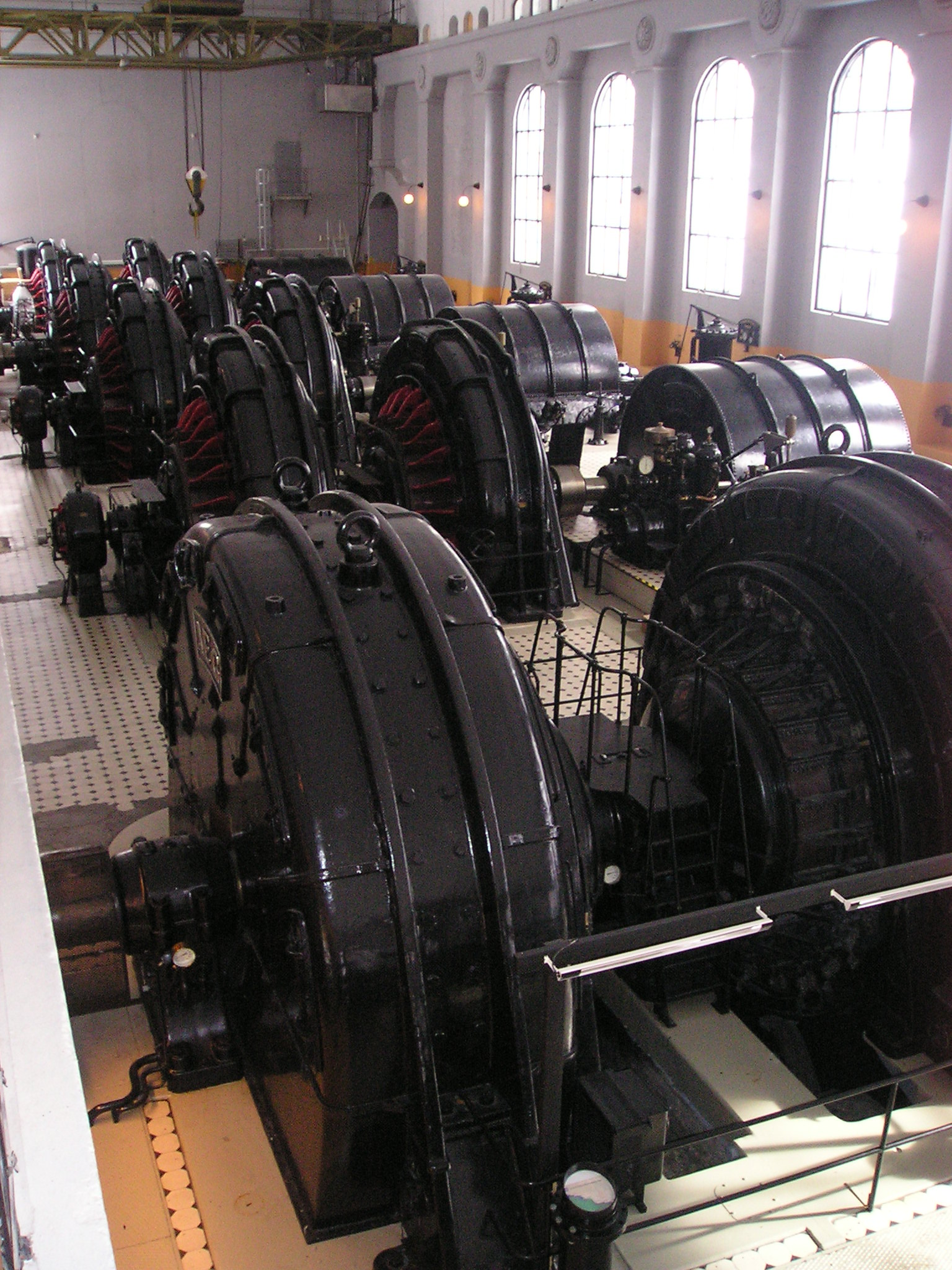
挪威Vemork（英语：Vemork）水電站內的水輪機，設計於1911年。
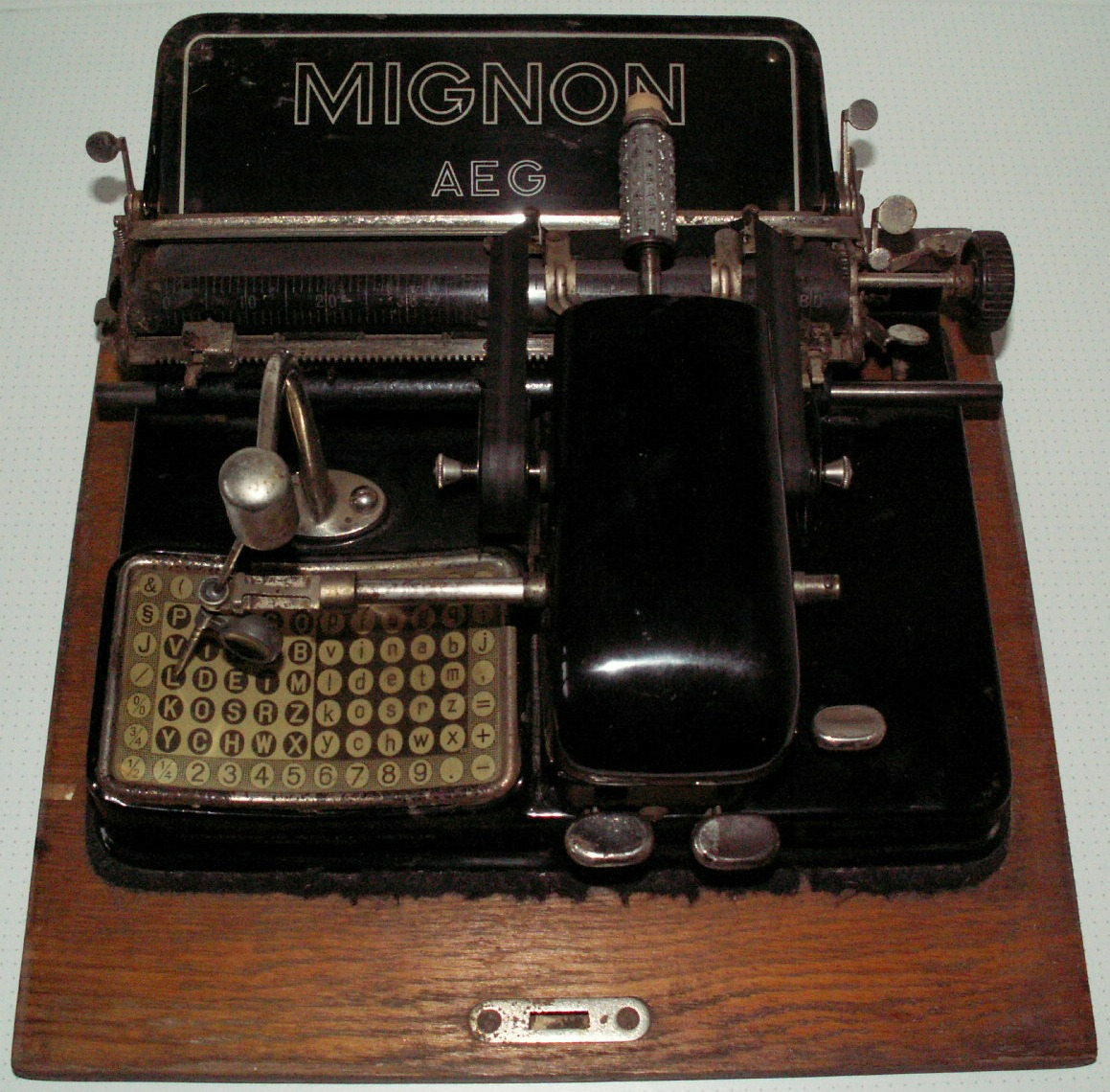
AEG Mignon指針式打字機（約1930年）
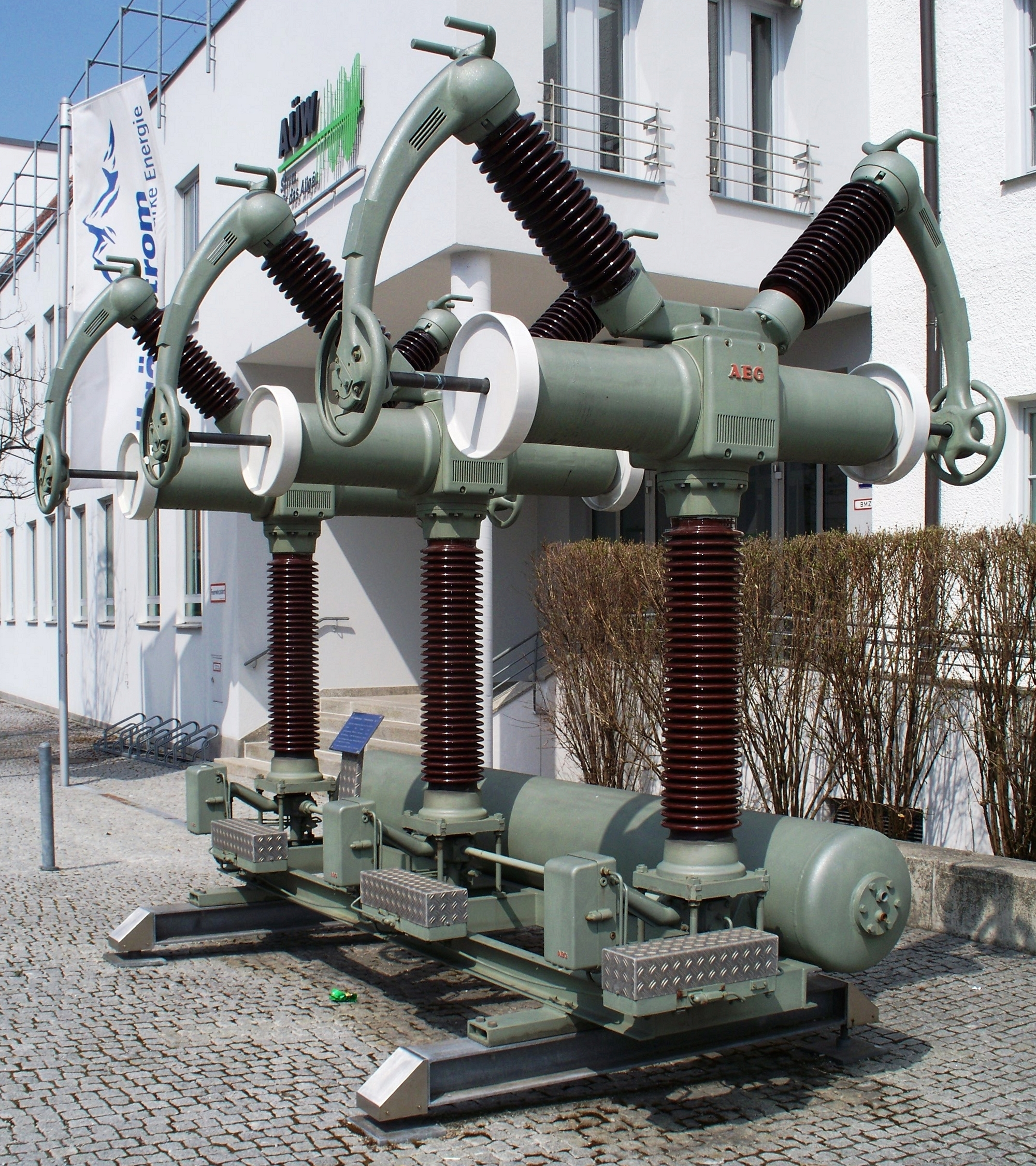
高壓開關（英语：Switchgear） (1970)
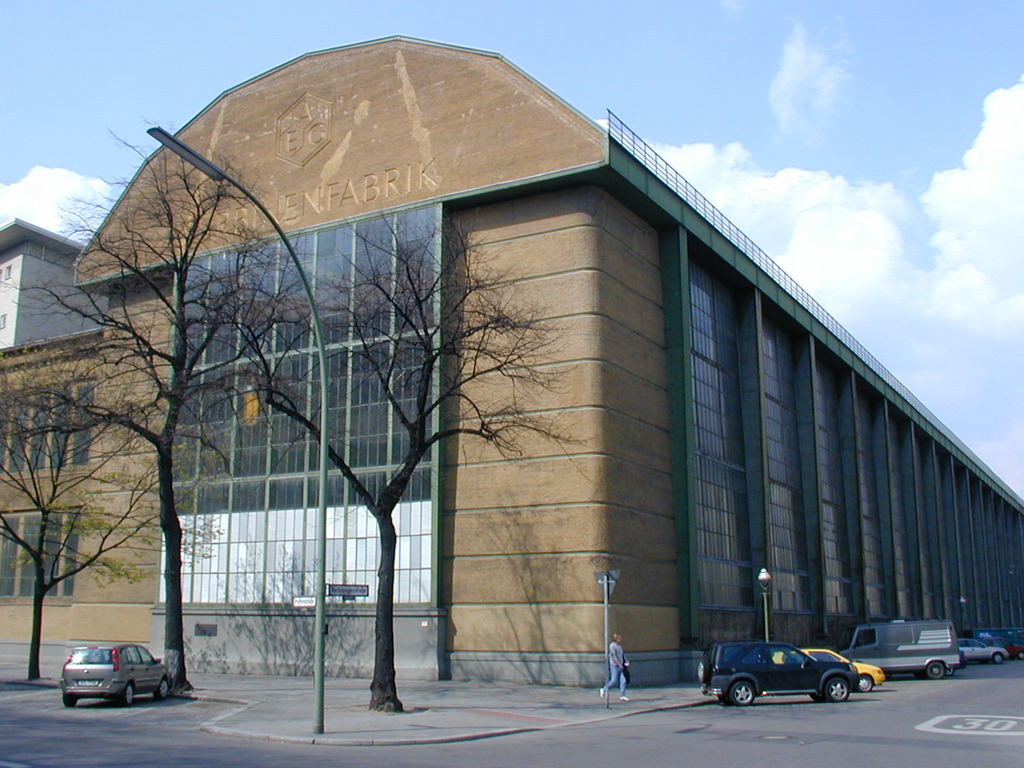
AEG廠房
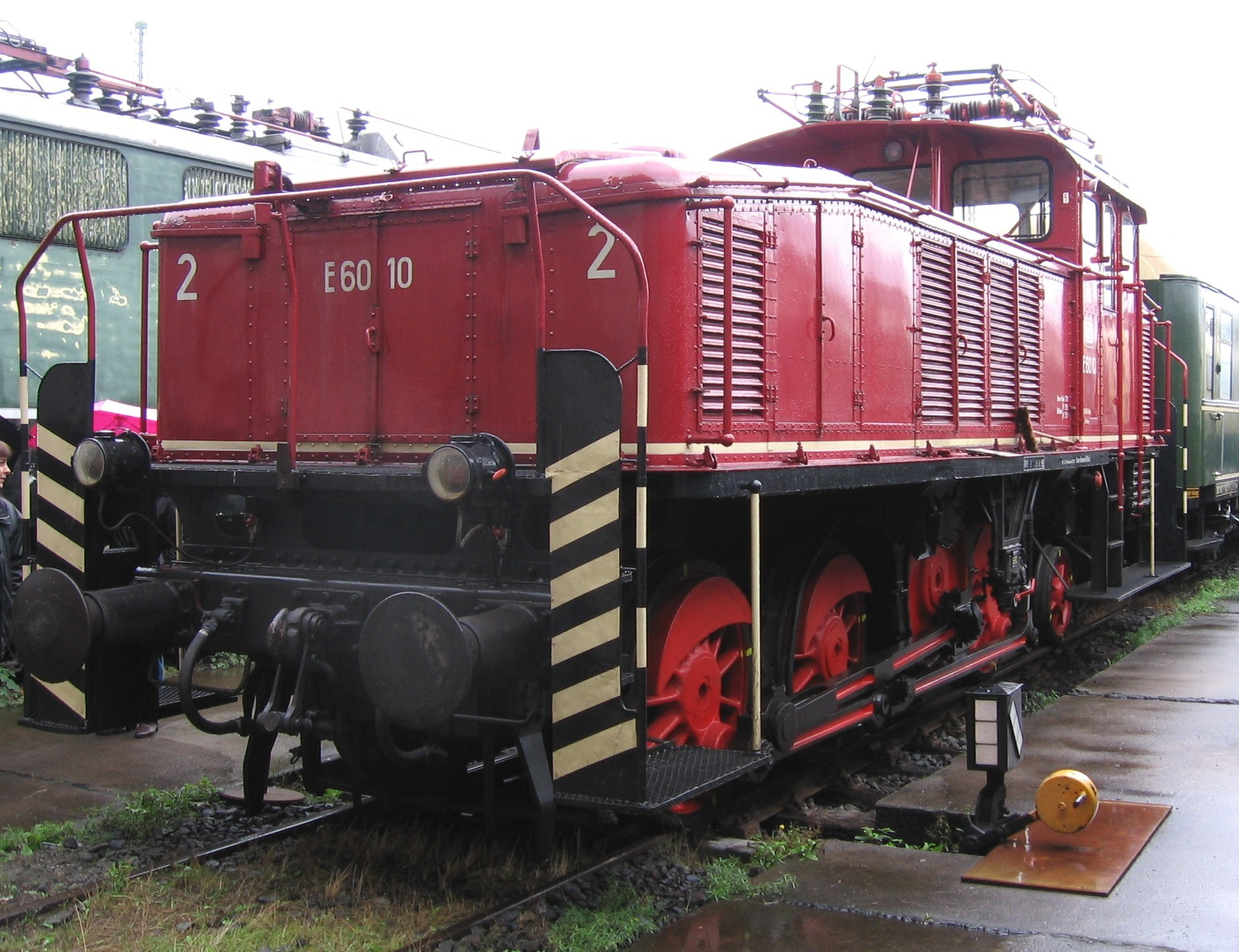
AEG電力機車

## 外部連結
- AEG（页面存档备份，存于）
- AEG Industrial Engineering

1. ↑  .   [2021-01-15]. （原始内容存档于2021-01-20）.